# Paraíso
 (срп. Рај) бразилска је теленовела, продукцијске куће Реде Глобо, снимана 2009.

## Синопсис
Само у рају постоји оваква љубав.
Син Жозеа Елеутерија и Нене, Зека, познат је и по надимку Ђавољи син. Поштујући жељу својих родитеља, завршио је студије права и агрономије у Рио де Жанеиру и сад се враћа у родни град као гонич говеда. Зека је прави ђаволак, његова одабраница анђеоског срца је Марија Рита. Надимак Светица дала јој је опсесивно религиозна мајка, која верује да њена кћерка има моћи исцељења и велика јој је жеља да се Марија замонаши. Маријини родитељи, Антеро и Маријана, упркос свом договореном браку, према Марији су се увек односили са великом љубави и приврженошћу. Марија одлази у манастир, али схвата да такав живот није за њу и одлучи да се врати кући. Упознаје Зеку и заљубљује се у њега. Када Зека падне са коња и остане парализован, Марија се моли за његово оздрављење и заклиње се да ће ако Зека оздрави и поново прохода, отићи у манастир и замонашити се. У међувремену Зека оздрави, али емотивно сломљен због Маријиног одласка, одлучује да се ожени Росом, девојком коју је очувао његов отац и са којом је одрастао у истој кући. Роса је Зефина ћерка, коју је подигао и одгојио Елеутерио - марљив и успешан човек, који гаји симпатије према Зефи и никада не одустаје пред изазовима. Жозе Елеутерио, који поседује амајлију врага у боци, готово симболичног значења, након породичне трагедије пре много година, заједно са својим сином Зеком упутио се на запад земље, где је данас успешан узгајивач и трговац стоком. Енергична и гласна Росиња, која је одрасла на фарми, заљуби се у Зеку и игнорише удварање његовог најбољег пријатеља Теренсија. Зека и даље воли Марија Риту и схвата да је направио катастрофалну грешку оженивши се Марија Росом.

## Улоге
| Глумац:             | Улога:                               |
| ------------------- | ------------------------------------ |
| Наталија Дил        | Марија Рита Годој                    |
| Ериберто Леао       | Жозе Елеутерио „Зека“ / „Ђавољи син“ |
| Касија Кис          | Маријана Годој                       |
| Мауро Мендоса       | Антеро Годој                         |
| Режиналдо Фарија    | Елеутерио Ферабраз                   |
| Ванеса Ђакомо       | Марија "Росиња" Роса                 |
| Алешандре Неро      | Теренсио                             |
| Фернанда Паес Леме  | Марија Роса Албукерке Медеирос       |
| Данијел             | Зе Камило                            |
| Валдерез де Барос   | Дона Ида                             |
| Карлос Вереза       | Отац Бенто                           |
| Кристијана Оливеира | Зулејка Таварес                      |
| Сораја Равенле      | Жозефа "Зефа" Ферабраз               |
| Каду Молитерно      | Бертони                              |
| Леополдо Пашеко     | градоначелник Норберто Медеирос      |
| Биа Сидл            | Аурора Медеирос                      |
| Крис Вијана         | Кадиња                               |
| Гиљерме Беренгер    | Рикардо                              |
| Гиљерме Винтер      | Отавио Елијас Барбоса                |
| Жулијана Болер      | Ана Селија "Аниња" Аирес             |
| Луси Рамос          | Клеусиња                             |
| Жозе Аугусто Бранко | Амадеу „Ноно“                        |